# Burg Frýdštejn

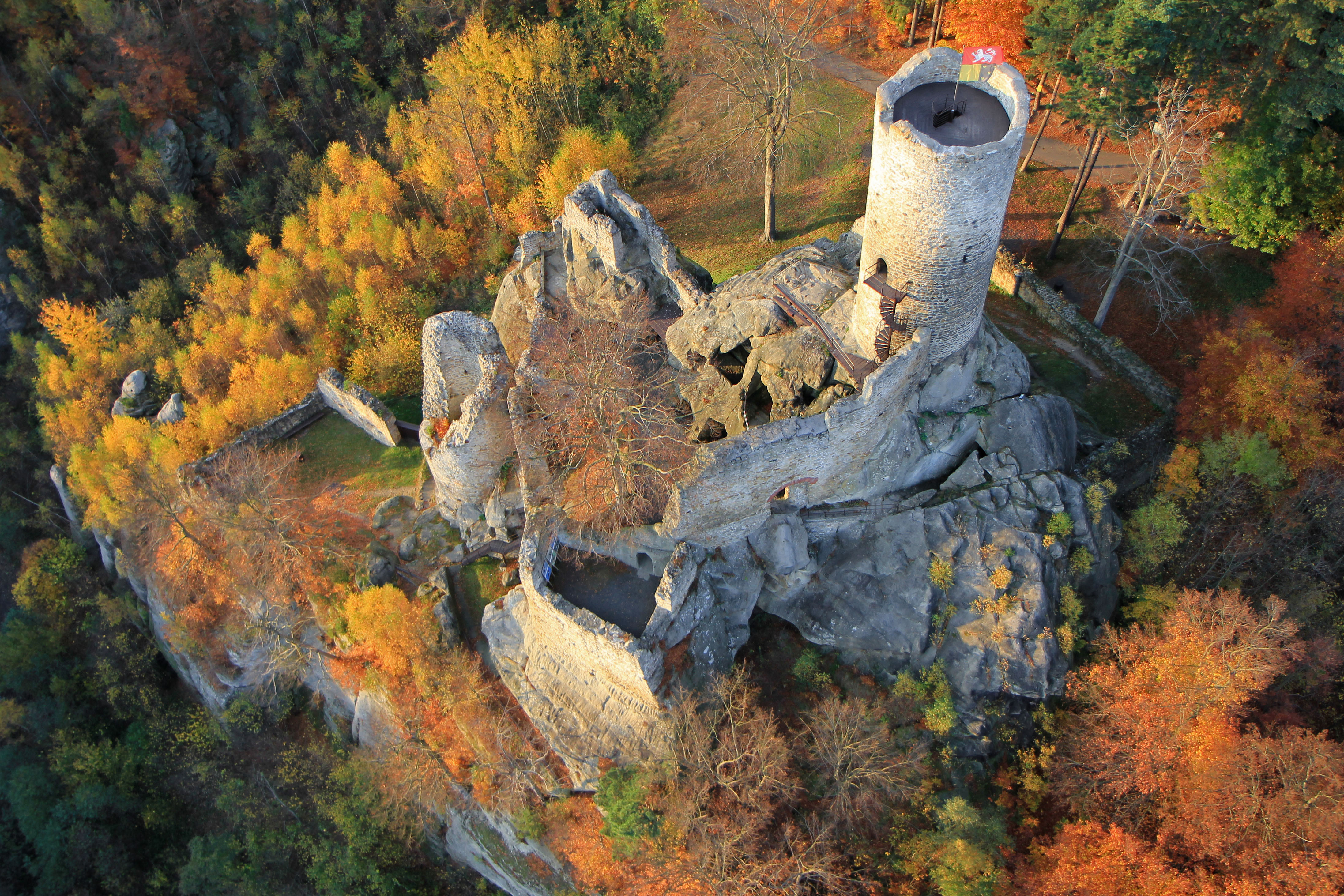
Blick auf die Burg

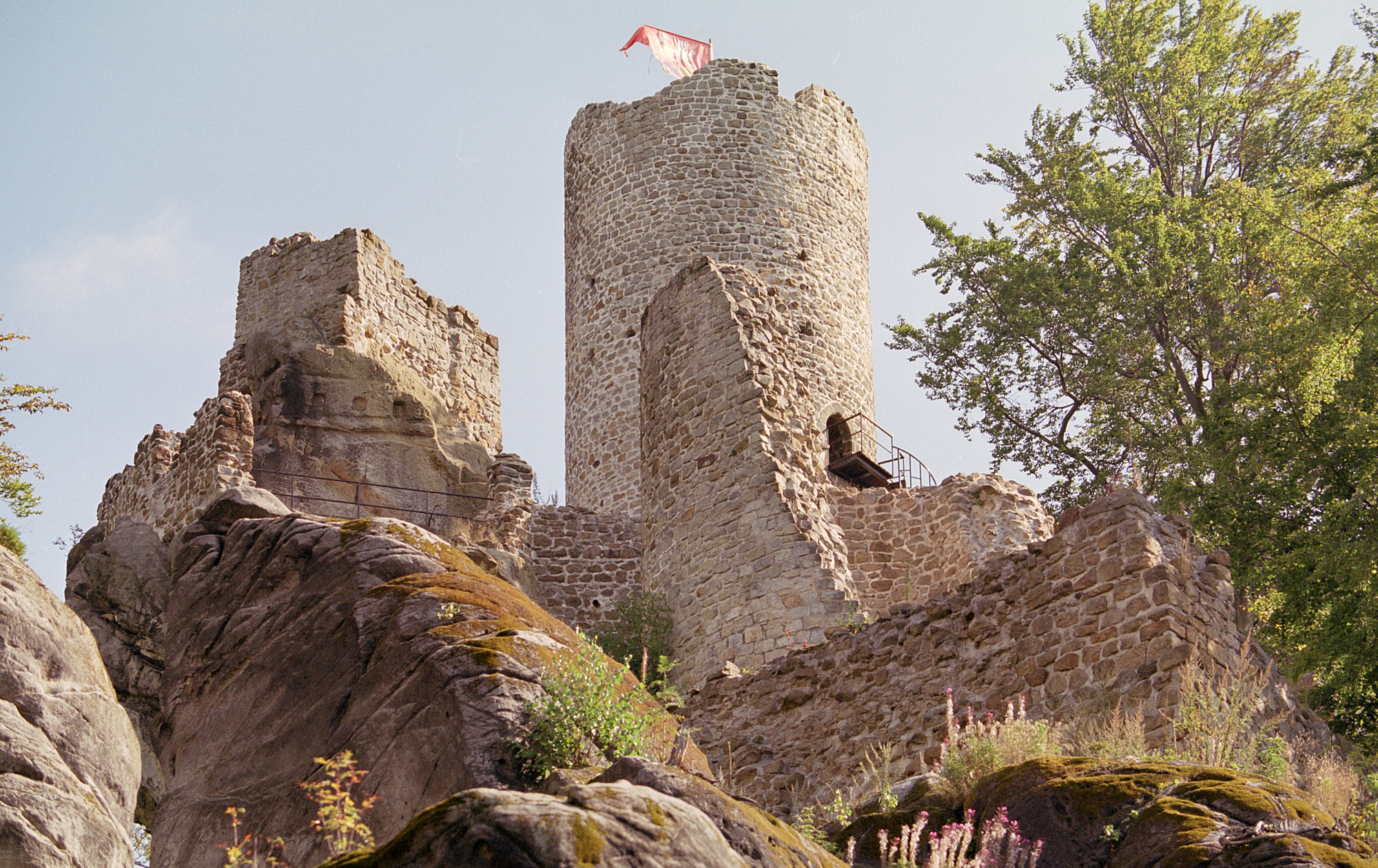
Blick zur Burg

Die Burg Frýdštejn (deutsch Friedstein) ist eine Burgruine bei Malá Skála im Český ráj (Böhmisches Paradies) in Tschechien.

## Lage
Die Burg befindet sich in der Region Liberec im Bezirk Jablonec nad Nisou etwa 10 km entfernt von Turnov. Sie liegt im Böhmischen Paradies nahe der Ortschaft Frýdštejn auf einer Sandsteinklippe auf dem nordwestlichen Ausläufer des Vranovský hrebeň, demselben Höhenrücken, auf dessen südöstlichen Ende sich auch die Burg Vranov mit dem Pantheon befindet.

## Geschichte
Die Burg wurde 1385 erstmals erwähnt. Im 15. Jahrhundert wurde die Burg von den Hussiten belagert. Mehrfach wechselten die Besitzer und bereits im 16. Jahrhundert war die Burg unbewohnt und verfiel. Die Burg gehört heute dem Ort Frýdštejn.

## Beschreibung
Das Wahrzeichen der Burg ist der mächtige runde Bergfried mit einem Durchmesser von 9 m, einer Höhe von 15 m und einer Mauerdicke von 2 m. Erhalten sind auch in den Fels gehauene Räume, Teile der Burgmauern sowie Reste eines tiefer gelegenen zweiten Turms und ein Brunnen.

## Besichtigung
Die Burg kann gegen Eintritt in den Monaten Mai bis Oktober besichtigt werden. Besondere Bekanntheit erlangte die Burg, insbesondere die Felsenräume, durch die dort hausierenden Hexen des Filmmärchens Die Prinzessin und der fliegende Schuster.

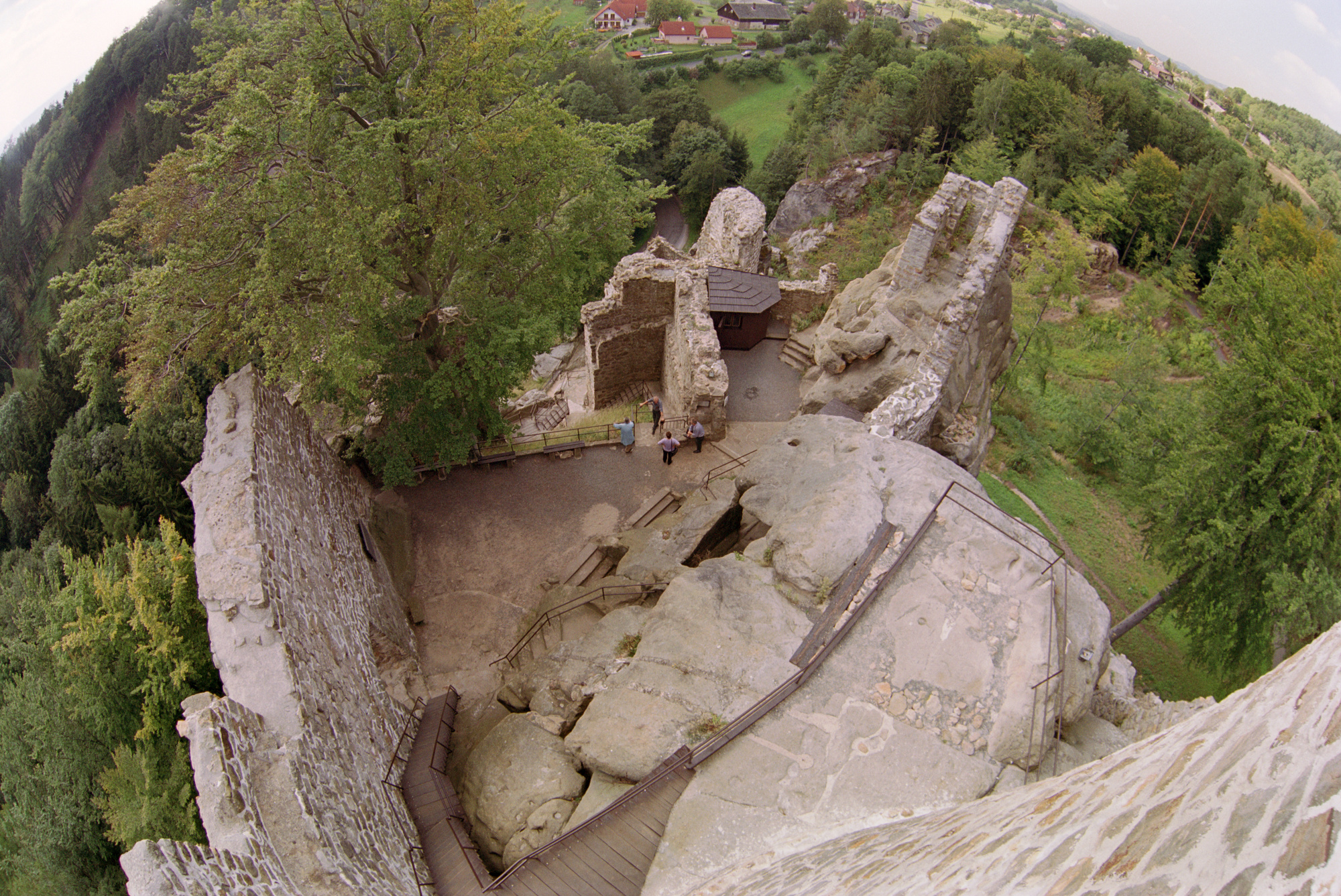
Blick vom Eingang des Turmes nach unten
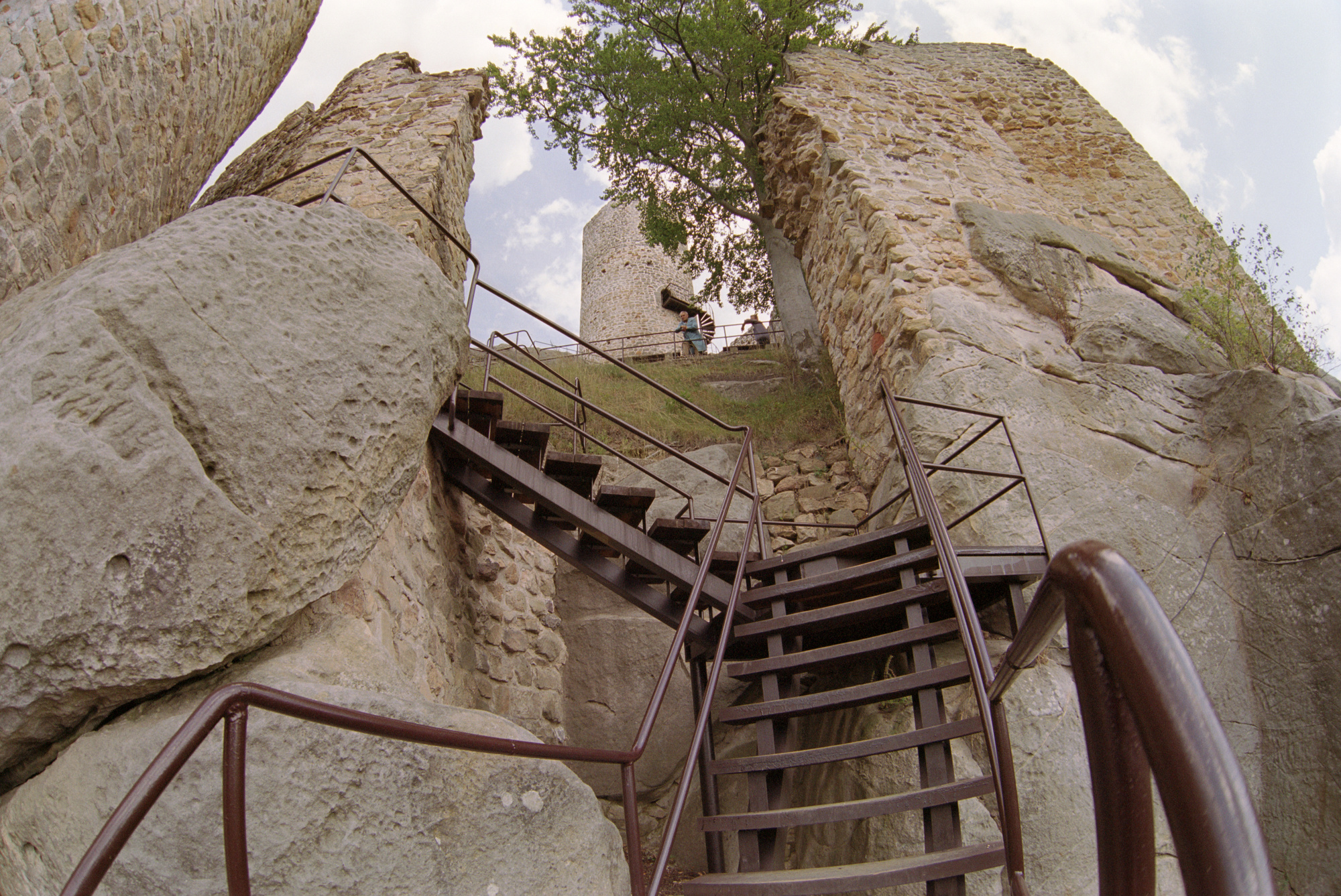
Blick nach oben vom unteren Teil der Burg
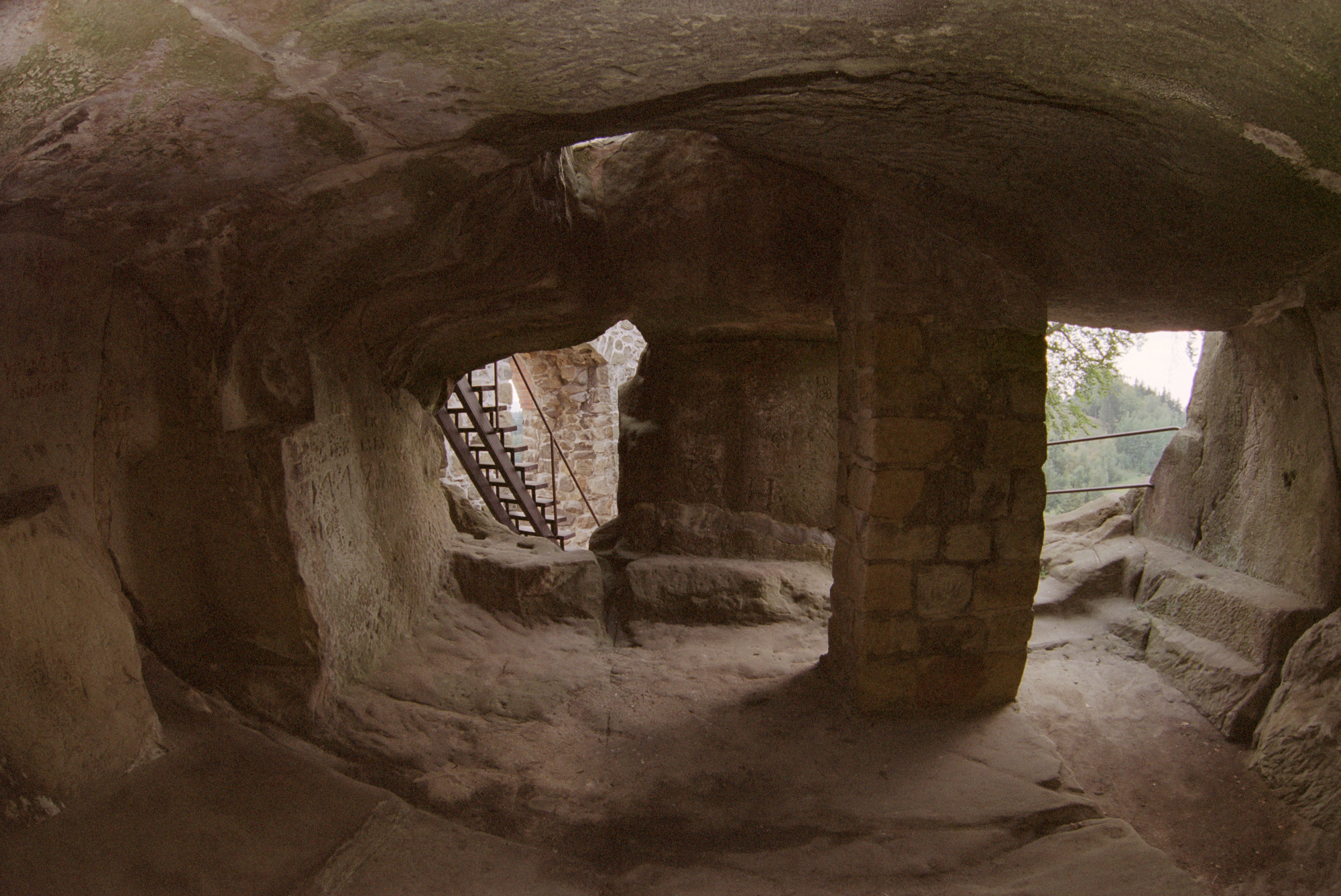
Felsräume in der Burg